# Hryhorij Dmytrenko
Hryhorij Mykołajewycz Dmytrenko (ukr. Григорій Миколайович Дмитренко; ur. 1 lipca 1945 w Słobodzie-Wjaziwce) – ukraiński wioślarz (sternik) reprezentujący też ZSRR, brązowy medalista olimpijski i czterokrotny medalista mistrzostw świata.

## Kariera
Wystąpił na igrzyskach olimpijskich w Moskwie w 1980, gdzie osada ZSRR w składzie: Wiktor Kakoszyn, Andrij Tyszczenko, Ołeksandr Tkaczenko, Jonas Pinskus, Jonas Narmontas, Andrij Łuhin, Ołeksandr Mancewycz, Ihar Majstrenka i Hryhorij Dmytrenko zajęła trzecie miejsce w ósemkach. W finale uplasowali się o 3,61 sekundy za osadą NRD i o 0,74 sekundy za osadą Wielkiej Brytanii. Brał także udział w igrzyskach olimpijskich w Atlancie w 1996, gdzie w barwach Ukrainy zajął dziesiąte miejsce w tej samej konkurencji. 
W tej samej konkurencji zdobył także złoto na mistrzostwach świata w Hazewinkel (1985), srebro na mistrzostwach świata w Nottingham (1986) oraz brąz na mistrzostwach świata w Bledzie (1979). Ponadto wspólnie z Wiktorem Omelanowyczem, Mykołą Komarowem, Władimirem Stanisławowiczem i Walentinem Gierasimienko zdobył srebrny medal w czwórkach ze sternikiem na mistrzostwach świata w Kopenhadze (1987).
Ukończył studia na Kijowskim Narodowym Uniwersytecie Ekonomicznym im. Wadyma Hetmana. Wielokrotny mistrz ZSRR: w 1973 w dwójkach ze sternikiem, w latach 1968, 1973 i 1987 w czwórkach ze sternikiem, oraz w latach 1980, 1985 i 1989 w ósemkach.